# NGC 6056
NGC 6056 é uma galáxia espiral barrada (SB0-a) localizada na direcção da constelação de Hercules. Possui uma declinação de +17° 57' 46" e uma ascensão recta de 16 horas, 05 minutos e 31,1 segundos.
A galáxia NGC 6056 foi descoberta em 8 de Junho de 1886 por Lewis A. Swift.